# Macroarawak
Macroarawak és una macrofamília de llengües que englobaria les llengües arawak (també anomenades maipurenes), les guajibanes i les arawanes i fins i tot alguns autors afegeixen altres llengües a aquesta macrofamilia.

## Distribució
Abans de la conquesta espanyola les llengües arawak eren parlades en regions discontínues entre si, des del Carib fins al Gran Chaco i les fonts del riu Xingú i des de la desembocadura de l'Amazones fins als vessants dels Andes.
Comprèn al voltant de 80 llengües i dialectes, que han estat parlats, en el passat, a Florida i les Antilles i, actualment a Veneçuela, Colòmbia, Brasil i les Guaianes fins als contraforts dels Andes peruans. La majoria dels seus parlants forma part de petits grups tribals.
L'origen de la família probablement és l'orient de l'Amazònia, entre la desembocadura del riu Negro i l'illa de Marajó, des d'on s'hauria dispersat seguint alguns afluents del riu Amazones com els rius Trombetas, Negro, Madeira, Purus, Juruá i fins i tot el Xingú, com també vorejant el litoral Atlàntic cap al Carib. El grau de divergència interna entre el conjunt de llengües del tronc maipure-arawak seria de 45 segles de separació, segons els càlculs lèxic-estadístics de Morris Swadesh.

## Classificació
Usualment les llengües d'aquesta macrofamília s'agrupen en tres famílies ben establertes:
1. Maipureana: conformada per 65 llengües que per a alguns lingüistes són les que realment conformen la família arawak, 34 de les quals encara són parlades. Se subdivideix en els grups: 
  1. Nord
    1. Caribeny, en el que es troba el wayuunaiki, la llengua arawak amb major nombre de parlants actualment (uns 400 mil parlants), endemés de les llengües paraujano, lokono i taíno.
    2. Oriental o palikur
    3. Wapishana
    4. Riu Negro: kurripako, banivá, warekena, baré, xiriana, yucuna, tariano, piapoco.
    5. Caquetío: achagua

  2. Sud-occidental
    1. Occidental: chamicuro, amuesha o yanesha
    2. Preandino: aixaninka (campa), caquinte, machiguenga, nanti, nomatsinenga
    3. Purus: piro, apuriña, iñapari (†), machinere, yine

  3. Sud
    1. Bolivià: mojo, baure, paunaka
    2. Chaqueño: chané, terena

  4. Mato Grosense
    1. Xinguà: waurá, mehinaku, yawalapiti, agavotoqueng (agatavotaguerra)
    2. Paresí
2. Arawana: té 6 llengües (arawá, deni, sorowahá, jamamadi, kulina i ipaumarí) una d'elles morta (arawá). Es parlen al Brasil i Perú.
  1. Paumarí (c. 200 parlants)
  2. Madí (c. 420 parlants)
  3. Sorowahá (c. 100 parlants) (també conegut com a Suruahá o Zuruahá)
  4. Dení-Kulina
    1. Dení (c. 1000)
    2. Kulina (c. 2500) (també conegut com a Culina-Madijá, Culina)

  5. Arauá (también conocido como Arawá, Arua) (†, extinguit en 1877, a causa de la xarampió)
3. Guajibana: consisteix en 5 llengües dividides en 3 grups:
  1. Grup Nord:
    1. Hitnü (Macaguane, jitnu); riu Ele i caño Guiloto, Arauca, Colombia.
    2. Hítanü (Iguanito); riu Iguanito, Tame, Arauca, Colombia

  2. Grup Central
    1. Sikuani (Hiwi, jiwi, jivi, guajivo); als departaments de Meta, Vichada, Arauca, Guainía i Guaviare, a Colòmbia i en Apure i l'estat Amazonas, a Veneçuela.
    2. Cuiba (Wamonae, cuiva, kuiba, deja)

  3. Grup Sud-oest: Guayabero

També alguns lingüistes inclouen dins de les llengües arawak altres subfamílies:
1. puquina: que es parlava en Bolívia i el Perú. D'acord amb Alfredo Torero no s'ha demostrat la seva pertinença a la família arawak. Tampoc s'ha trobat cap relació entre les llengües urus i chipaya ni amb el pukina ni amb les llengües arawak.
2. Llengües harákmbut: que es parlen encara al sud-est de Perú.
3. llengües uru-chipaya, parlades encara a enclavaments aïllats de Bolívia.

Kingsley Noble (1965) va mostrar algunes coincidències entre l'uru-chipaya, el pukina i l'arawá. L'arawá i l'arawak comparteixen algunes característiques en els seus sistemes de gènere gramatical, però lèxicament no mostren pràcticament cap semblança, la qual cosa permet dubtar de les propostes de parentiu basades en trets tipològics. Matteson comparà el madi (arawña) i les llengües harakmbet, encara que Tovar rebutja les conclusions d'aquest autor. David L. Payne (1991) no considera que el arawá o l'harakmbet estiguin emparentats amb les llengües arawak i tampoc els considera emparentats Dixon (1999).

## Comparació lèxica
La següent és una llista comparativa dels pronoms:
| GLOSSA                 | PROTO- ARAWAK | PROTO- ARAWA | Guajibà | Puquina | Harakmbet     |
| ---------------------- | ------------- | ------------ | ------- | ------- | ------------- |
| 1a persona singular    | *nu           | *o-          | ne-     | no-     | ndoʔ iʰ-      |
| 2a persona singular    | *pi           | *ti-         | -me     | pi-     | õn iʔ-        |
| 3a persona masc. sing. | *li           | *poni        | ?       | ču-     | kẽn oʔ-       |
| 3a persona fem. sing.  | *thu          | *powa        | ?       | ču-     | kẽn oʔ-       |
| 1a persona plural      | *wa           | *ari-        |         |         | oro oʔ-       |
| 2a persona plural      | *hi           | *ti-/*tē-(?) |         |         | opid oʔ-      |
| 3a persona plural      | *na           | *madi(?)     |         |         | kẽn-õ-my õnʔ- |

Aquesta llista de pronoms mostra poca similitud potencial entre les tres famílies que suposadament constitueixen la macrofamília macroarawak.